# Битва на Тереке
Битва на Тереке — крупное сражение, состоявшееся 15 апреля 1395 года между войсками эмира Тимура (Тамерлана) и золотоордынской армией хана Тохтамыша. Грандиозное по масштабам сражение завершилось разгромом ордынцев. Является самой крупной битвой XIV века. Сражение во многом предопределило дальнейшую судьбу Золотой Орды, в значительной мере утратившей былое могущество и влияние.

## Предшествующие события
Несмотря на катастрофическое поражение золотоордынских войск хана Тохтамыша на реке Кондурче в 1391 году, хан всё ещё располагал большими силами и ресурсами, что сделало возможным новое выступление против эмира Тамерлана. Специально для этого Тохтамыш даже установил союзнические отношения с мамлюкским Египтом, над которым также нависла угроза завоевания Тимуром, а также Литвой (в 1393 году ханские послы были в Кракове на приёме у Великого князя литовского и польского короля Ягайло).
В 1394 году войска Тохтамыша напали на Дербент и приступили к грабежу ширванских земель. Узнав об этом, Тимур двинул войска навстречу ордынцам к Дербенту. Пройдя через Дербентский проход, войско Тамерлана встретилось с народом кайтаков, издавна населявших эти земли. Ввиду того, что кайтаки были деятельными союзниками Тохтамыша, Тамерлан отдал приказ о поголовном его истреблении. Опрокинув авангард Тохтамыша под командованием эмира Казанчи, Тимур продвигался вперёд, и уже в первой половине апреля 1395 года обе армии стояли друг против друга на противоположных берегах Терека. По приказу Тимура был сооружён укреплённый лагерь. Тохтамыш не решился атаковать войска Тимура. Сражение состоялось 15 апреля.

## Битва
Между Тереком и Курой, близ нынешнего Екатеринограда, произошло славное в восточных летописях кровопролитие. Потомки Чингисхановы сражались между собой в ужасном остервенении злобы и гибли тьмами.
— Н. М. Карамзин, «История государства Российского», том 5, глава II
Армия Тамерлана имела мощный укреплённый центр, имевший свой авангард. Позади центра располагалась ставка командующего и резервы, сыгравшие важнейшую роль в сражении. Фланги, укреплённые отрядами боевого охранения (канбулы), также играли заметную роль. Канбулы, в задачи которых входили не только помощь флангам, но и предотвращение их окружения противником, формировались из числа наиболее храбрых воинов под руководством опытных командиров. Пехота в бою защищалась окопами и большими щитами-чапарами. Вся армия, как и в сражении при Кондурче, состояла из 7 отдельных корпусов.
В самом начале битвы, когда сражение кипело ещё не на всех участках фронта, на левый фланг армии Тамерлана обрушился удар крупных сил золотоордынцев. Положение было спасено контрударом 27 отборных кошунов (подразделений численностью 50—1000 человек) резерва, которыми предводительствовал сам Тимур. Ордынцы отступили, и многие воины тимуровских кошунов начали преследовать обратившегося в бегство противника. Вскоре ордынцы сумели собрать и сконцентрировать разрозненные силы, нанеся противнику мощный контрудар. Тимуровские воины, не выдерживая напора ордынцев, начали отступление.

Правое крыло и средина войска Тамерланова замешкались; но сей свирепый герой, рождённый быть счастливым, умел твердостию исторгнуть победу из рук Тохтамышевых : окруженный врагами, изломав копие своё, уже не имея ни одной стрелы в колчане, хладнокровно давал вождям повеление сломать густые толпы неприятельские. Стрелки его, чтобы остаться неподвижными, целыми рядами бросались на колена, и левое крыло шло вперед.
— Н. М. Карамзин, «История государства Российского», том 5, глава II
С обеих сторон к месту разгоравшегося боя подтягивались свежие силы. Воины тимуровских кошунов, подходившие к месту боя, спешивались и, сооружая заграждения из щитов и арб, начинали обстреливать ордынцев из луков. Тем временем к месту сражения подоспели отборные кошуны мирзы Мухаммеда Султана, стремительной конной атакой обратившие противника в бегство.
В это же время канбул левого фланга ордынской армии потеснил кошуны правого фланга тимуровской армии под командованием Хаджи Сейф-ад-Дина, смог обойти их с фланга и окружить. Попав в окружение, войска Сейф-ад-Дина стойко оборонялись от ордынцев, героически отбивая многочисленные атаки врагов. Конные атаки подоспевших к месту боя Дженаншах-багатура, мирзы Рустема и Умар-шейха решили исход сражения на этом участке битвы. Ордынцы, не выдержав натиска противника, дрогнули и побежали. Тимуровские войска, развивая успех, опрокинули левый фланг армии Тохтамыша. Одерживая победу на каждом участке боя, Тимур вскоре ценой больших усилий сумел добиться победы. По сообщению Ибн-Арабшаха, один из эмиров Тохтамыша, поссорившись с другим эмиром, покинул поле боя вместе со своим племенем, что ослабило армию Тохтамыша и способствовало победе Тимура.
Вскоре войско Тохтамыша, находившееся в полной дезорганизации, обратилось в паническое бегство. Огромные богатства Тохтамыша, оставленные им в своей ставке, достались Тимуру. Перегруппировав войско и щедро наградив отличившихся военачальников, Тимур двинулся в погоню за Тохтамышем.
Войска Тимура дошли до устья Дона и сожгли генуэзскую Тану (Азак).
Не догнав Тохтамыша, Тимур отправил в Орду с отрядом узбеков своего ставленника, сына Урус-хана Койричака.

## Последствия
Битва на Тереке имела катастрофические последствия для Золотой Орды. Уничтожив основные ордынские силы в сражении на Тереке, Тамерлан вторгся в западные улусы Золотой Орды, которые предал опустошению и грабежу. Часть войск Тамерлан, опасавшийся за свои владения, отослал назад в Шираз и Самарканд, а сам двинулся на Русь. Разорив Рязанскую землю и захватив Елец, Тимур повернул назад. Удар Тимура по Золотой Орде усилил власть русского князя.